# Acered
Acered es un municipio español que cubre una superficie de 30,40 km². Está a una distancia de 110 km de Zaragoza, Situado a una altitud de 835 m. Tiene un área de 30,40 km².

## Toponimia
El nombre de Acered procede del árabe السراط (al-sirāṭ) «el camino», término a su vez derivado del latín stratum. Debido a los fenómenos fonéticos árabes de la imala y de la solarización, posiblemente los lugareños pronunciaban aṣṣirēṭ, de donde procede el nombre actual.

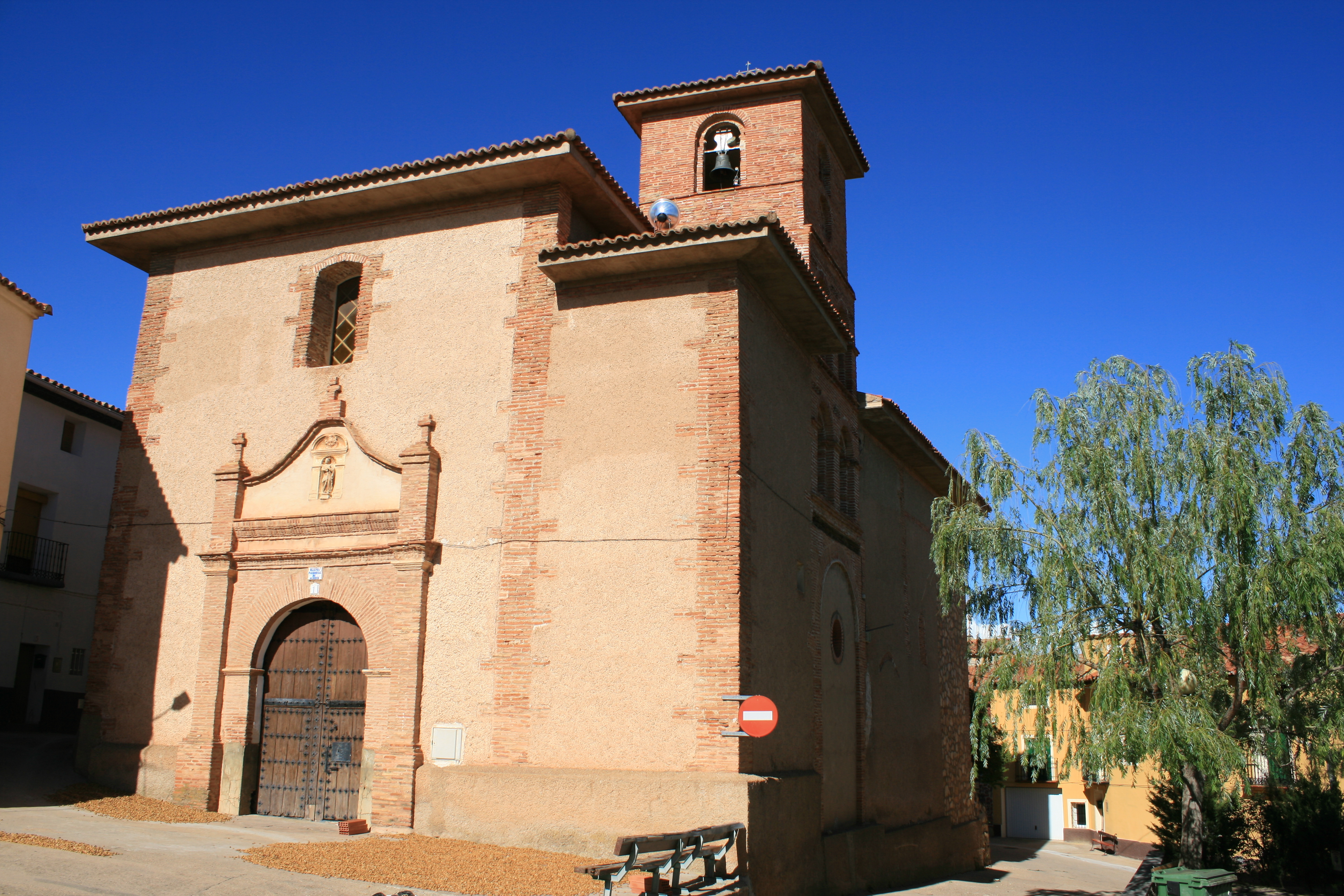
Iglesia de la Asunción.

## Geografía
Situado al suroeste de la provincia de Zaragoza. Se accede desde la capital por carretera N-II con desvío de 25 km al SE. de Calatayud por carretera N-234, y nuevo desvío en Morata de Jiloca a carretera local, entre las sierras de Pardos y Atea.

## Demografía
Acered cuenta con una población de 141 habitantes (INE 2024).
| Gráfica de evolución demográfica de Acered entre 1842 y 2021                                                        |
| |
| Población de derecho según los censos de población del INE Población de hecho según los censos de población del INE |

## Símbolos
El escudo de Acered, es cuadrilongo con base redondeada. De azur, castillo de oro, mazonado de sable y aclarado de gules, sostenido de monte de sinople, fileteado de plata, acompañado en el jefe, de sendos racimos de uva, hojados de una, de plata. Al timbre, Corona Real Abierta. 
La bandera, por su parte, es un paño con un triángulo azul que va desde la parte inferior del asta a la parte superior del batiente. En el centro del paño, castillo amarillo, mazonado de negro con la puerta y ventanas rojas. En la parte superior del asta un racimo de uva, hojado de una verde y en la parte inferior del batiente, un racimo de uva, hojado de una, blanco.

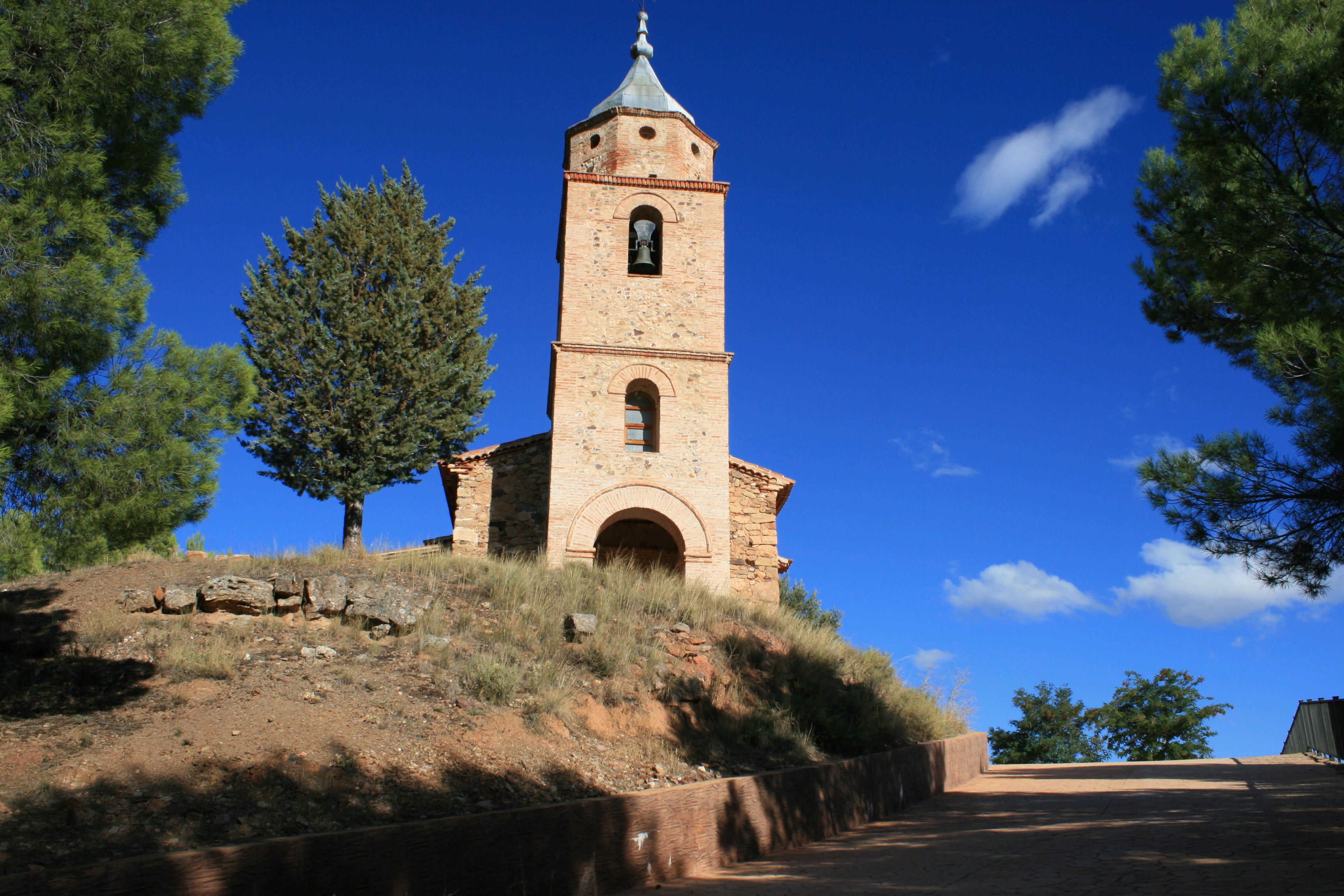
Ermita de Ntra Sra de Semón.

## Administración y política
| Período   | Alcalde                | Partido |  |
| --------- | ---------------------- | ------- |  |
| 1979-1983 | Manuel Lapuerta López. | UCD     |  |
| 1983-1987 |                        |         |  |
| 1987-1991 |                        |         |  |
| 1991-1995 |                        |         |  |
| 1995-1999 |                        |         |  |
| 1999-2003 |                        |         |  |
| 2003-2007 |                        |         |  |
| 2007-2011 | Conrado Sicilia García | PAR     |  |
| 2011-2015 | Conrado Sicilia García | PAR     |  |
| 2015-2019 | Conrado Sicilia García | PAR     |  |

| Partido político    | Partido político                                   | 2003   | 2007   | 2011   | 2015   |
| Partido político    | Partido político                                   | Ediles | Ediles | Ediles | Ediles |
|                     | Partido Aragonés (PAR)                             | —      | 2      | 4      | 4      |
|                     | Partido de los Socialistas de Aragón (PSOE-Aragón) | 4      | 2      | 1      | 1      |
|                     | Partido Popular de Aragón (PP)                     | 3      | 1      | —      | —      |
| Total de concejales | Total de concejales                                | 7      | 5      | 5      | 5      |

## Monumentos y lugares de interés

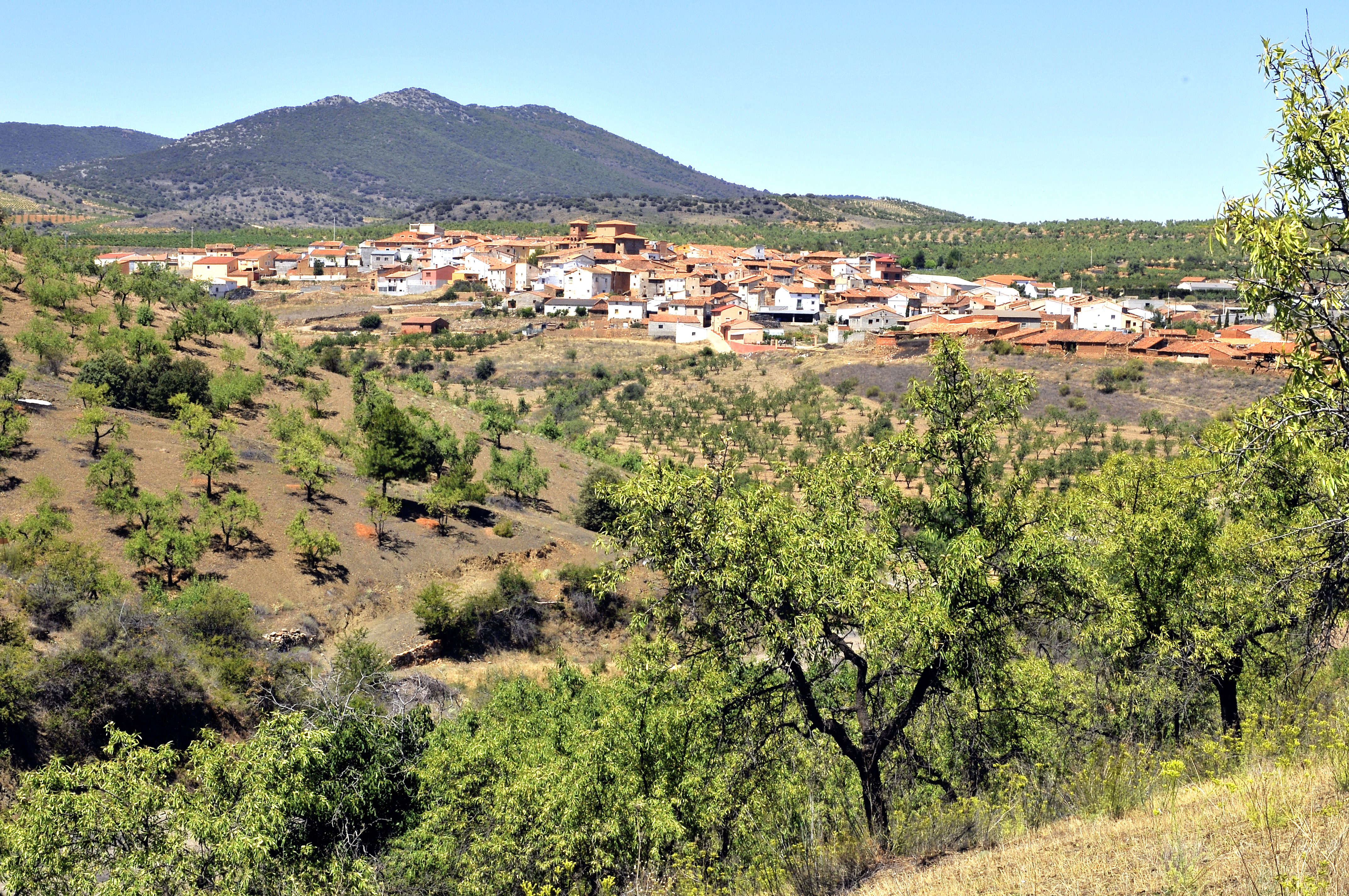
Vista de la localidad

Cabe destacar los edificios que de su pasado se conservan, del que mencionamos la iglesia parroquial del siglo XVI con una cúpula del crucero decorada con pechinas. Por último, señalar que Acered es conocido por su romería a la ermita de la Virgen de Semón que se realiza el segundo domingo de mayo.
La localidad forma parte del Camino del Cid, concretamente, del tramo denominado "Las Tres Taifas".

## Fiestas
- San Blas, primer fin de semana de febrero
- Virgen de Semón, segundo domingo de mayo y San Francisco, 2 de octubre.